# Гилман, Сара
Сара Гилман (англ. Sarah Gilman; род. 18 января 1996) — американская актриса, известная своей ролью Дейли в сериале Disney Channel «Я не делал этого».

## Жизнь и карьера
Сара Гилман родилась в январе 1996 года. Проживает в Лос-Анджелесе. Начала свою карьеру в театре. Исполняла главные роли в мюзиклах «Нарния», Ты хороший человек, Чарли Браун и «Алиса». В 2011 году дебютировала в кино, снявшись в короткометражке «Отложено для смеха». Там она исполнила роль Маргарет, 13-летней девочки, над которой издевались в католической школе. Позже снялась в таких телесериалах как, «Всю ночь напролёт» и «Марвин Марвин». С 2012 года снимается в роли Кемми, лучшей подруги Евы в телесериале «Последний настоящий мужчина». 18 июля 2013 года стало известно, что Сара будет играть роль Делии Дефтано в комедии Disney Channel «Я не делал этого». Шоу закончилось 16 октября 2015 года.
Гилман окончила с отличием Флинтриджскую подготовительную школу, где ей также была присвоена награда за успешную сдачу экзаменов. Благодаря хорошей спортивной форме она принимала участие во многих школьных спортивных командах, включая волейбол, водное поло, баскетбол, софтбол и футбол. За всю историю школы она остаётся единственной девушкой, которая завершила программу интенсивной тренировки для игры в университетской юношеской футбольной команде. 1 июня 2014 года она окончила школу и осенью начала посещать Университет Южной Калифорнии, где изучает кинематографию, кинодраматургию и театр.

## Фильмография
| Год       | Фильм                       | Роль           | Примечания                         |
| --------- | --------------------------- | -------------- | ---------------------------------- |
| 2011      | Отложено для смеха          | Маргарет       | Короткометражка                    |
| 2012      | Всю ночь напролёт           | Джейми         | Эпизод: «Детский жар»              |
| 2012-2016 | Последний настоящий мужчина | Кемми Харрис   | 9 эпизодов                         |
| 2013      | Марвин Марвин               | Хейли          | Эпизод: «Двойная дата»             |
| 2014      | Шоу Кролл                   | Дочь Кардони   | Эпизод: «Авторы марок»             |
| 2014-2015 | Я не делал этого            | Делия Дельфано | Главная роль                       |
| 2015      | Джесси                      | Делия Дельфано | Эпизод: «Призраки с возможностями» |
| 2018      | Дафна и Велма               | Велма Динкли   | Главная роль                       |